# Alajalansuo-Hangassuo-Haukkasuo-Pilkkakorvenmäki
Alajalansuo-Hangassuo-Haukkasuo-Pilkkakorvenmäki este o arie protejată (arie specială de conservare — SAC, sit de importanță comunitară — SCI) din Finlanda întinsă pe o suprafață de 726 ha, integral pe uscat.

## Localizare
Centrul sitului Alajalansuo-Hangassuo-Haukkasuo-Pilkkakorvenmäki este situat la coordonatele 60°51′08″N 26°53′25″E / 60.8522°N 26.8903°E.

## Înființare
Situl Alajalansuo-Hangassuo-Haukkasuo-Pilkkakorvenmäki a fost declarat sit de importanță comunitară în august 1998 pentru a proteja 1 specie de animale. Situl a fost protejat și ca arie specială de conservare în aprilie 2015.

## Biodiversitate
Situată în ecoregiunea boreală, aria protejată conține 5 habitate naturale: Turbării active, Pante stâncoase silicioase cu vegetație casmofită, Taiga vestică, Păduri fino-scandinave bogate în ierburi cu Picea abies, Mlaștini împădurite.
La baza desemnării sitului se află o specie protejată de  mamifere: veveriță zburătoare siberiană (Pteromys volans).
Pe lângă speciile protejate, pe teritoriul sitului au mai fost identificate 1 specie de plante, 6 specii de păsări.